# 布利代内站
布利代内站是拉脱维亚叶尔加瓦-利耶帕亚铁路线上的一个火车站；车站建于1927年，因经营不善的缘故车站于2001年废弃。